# Дні Італії в Україні
«Дні Італії в Україні» - захід, який, починаючи з 2012 року проводиться щорічно. Він організовується спеціально до Дня Республіки Італії і проходить під патронатом Посольства Італії в Україні. Організатором заходу виступає Торгово-промислова палата Італії в Україні. Окрім назви «Дні Італії в Україні» використовують також назви «Дні Італії», «Тиждень Італії», «Італійські дні в Україні», «Italian Week». Однією з основних цілей заходу є налагодження співпраці між італійськими та українськими підприємствами малого та середнього бізнесу. Завдяки «Дням Італії в Україні» збільшується популярність італійського туризму, різних галузей виробництва та товарів бренду “Зроблено в Італії”.

## Структура
Під час заходу проводяться виставки, дегустації, семінари, концерти, паради, бізнес-зустрічі та інші заходи.

## Історія
Захід «Дні Італії в Україні» був започаткований 2012 року. В рамках «Днів Італії в Україні-2012» відбулась виставка «Кольорові послання з Італії», місце проведення - Львівська національна галерея.
«Італійські дні в Україні-2013» відбувались 1 і 2 червня 2013 року у м. Києві. Організатором щорічного заходу виступила Торгово-промислова палата Італії в Україні. 1 червня 2013 року об 11:00 в «Українському домі», вул. Хрещатик, 2, розпочалась виставка італійських шедеврів. На відкритті були присутні Посол Італії в Україні Фабріціо Романо та Мауріціо Карневале - президент Торгово-промислової палати Італії в Україні. Опівдні відбулось відкриття арт-території Академія Варр. Цей захід був проведений за допомогою дітей, які вивчають мистецтво, та італійського художника Вітторіо Варре’. Метою заходу було створення спільних робіт та направлення отриманих коштів від їх продажу на благодійність. Подальша програма першого дня фестивалю включала проведення навчальних дегустаційних «Семінарів смаків» італійської еногастрономії о 14:00 та о 15:00 заходу «Made In Italy».
Відвідувачі «Семінарів смаків» змогли ознайомитись з італійською продукцією, для якої характерна висока якість: шинка, хліб, кондитерські вироби, соуси, вина, кава. А під час заходу «Made In Italy» зацікавленні відвідувачі могли спостерігати за презентацією проектів Торгово-промислової палати Італії в Україні. Завершення фестивалю відбулось у дворику «Українського дому» справжнім концертом, в якому брали участь талановиті українські та італійські артисти.
Другий день фестивалю «Дні Італії в Україні»-2013 відбувся 2 червня і розпочався з боку Бессарабської площі парадом італійського авто дизайну об 11:00. Були представлені всесвітньо відомі автомобілі італійського походження марок Ламборгіні, Мазераті, Феррарі. Також до параду приєдналися учасники українського клубу любителів FIAT на власних автівках знаменитого концерну. Техніка проїхала по центру Києва.
«Дні Італії в Україні»-2014 відбувались з 29 червня по 3 липня 2014 року. В рамках фестивалю був представлений проект «ФудІталія». В столиці України були організовані дегустації італійських страв, приготованих з продуктів італійського виробництва найвищої якості для представників мереж ресторанів та готелів. Страви готував італійський шеф-кухар Даніеле Якобоне з продуктів, виробники яких приїхали особисто до України. Була проведена дегустація італійських вин і різних видів продуктів.

## Цікаві факти
У заході «Дні Італії в Україні-2013» узяли участь такі компанії - виробники італійської продукції, як компанія, що займається виготовленням текстилю для меблів «Filitexil», компанія «Saieagricola», що виробляє вина. Також серед компаній-учасників можна відмітити: виробника шинки Сан Даніеле «San Daniele Pros.», «Claudio Castiglioni» - відомого виробника пасти, сільськогосподарського виробника «Gruppo Project M.», виробника сира Пармезано Реджано «Gruppo Modenese». Брав участь виробник сходів, вікон та дверей для приміщень індустріального характеру «Millone».
Була представлена продукція експортера фруктів «Edenfruit», виробника фарб «Colorificio Zetagi», виробника ювелірних виробів «GB Partner», продукція компаній «Armini Salumi», що займаєтесь виготовленням сиров’явлених ковбас, ковбаси і варена шинка від “Salumi Benese”, пасти і соуси від «La Favorita», справжня італійська кава від «Caffè SantaCruz», випічка від «Nonna Lucia». Свою продукцію представив виробник вин з Ланге «Teo Costa», виробник пива «Birrificio Sanino», виробник автофільтрів «Clean Filter» та компанія, що займається облаштуванням інтер’єрів та дизайну «Orveca». Серед учасників «Днів Італії в Україні» був також художник Вітторіо Варре, який провів в рамках заходу
Серед компаній-учасників, виробників високоякісних продуктів, які були запрошені 2014 року до Києва, можна відзначити виробників морозива «Monella», відбірних сирів «Toniolo», кави «Gusto Italiano». Для знайомства жителів України з високоякісною продукцією, також були представлені такі товари, як ковбаси, виробництва компанії «CMV», сири та прошуто від «Moison Bertolin», вино марки «Teo Costa», круасани «Supercroissant», види рису «S.P. La Riseria», а також макаронні вироби «Casa dei Buino» і «La mia Pasta».